# ساتوشي ماشيمو
ساتوشي ماشيمو (باليابانية: 真下 佐登史) (مواليد 6 مارس 1974)، هو لاعب كرة قدم ياباني سابق كان يلعب كمهاجم.

## وصلات خارجية
- ساتوشي ماشيمو على موقع رابطة كرة القدم اليابانية للمحترفين (اليابانية)